# هيلين ويلز
هيلين ويلس (بالإنجليزية: Helen Wills)‏‏ (6 أكتوبر 1905 - 1 يناير 1998) لاعبة كرة مضرب أمريكية مُحترفة سابقة. قِيل أنها أول امرأة أمريكية ولدت لُتحقق شُهرة دولية.

## الحياة الشخصية
ولدت هيلين نوينغاتون ويلز في فريمونت، كاليفورنيا، والتحقت بجامعة كاليفورنيا. عُرفت ببداية شُهراتها باسم "هيلين ويلز"، ثم عُرفت باسم "هيلين ويلز مودي"

## روابط خارجية
- هيلين ويلز على موقع IMDb (الإنجليزية)
- هيلين ويلز على موقع الموسوعة البريطانية (الإنجليزية)
- هيلين ويلز على موقع قاعدة بيانات الأفلام السويدية (السويدية)
- هيلين ويلز على موقع الاتحاد الدولي لكرة المضرب (الإنجليزية)
- هيلين ويلز على موقع قاعة مشاهير كرة المضرب الدولية (الإنجليزية)
- هيلين ويلز على موقع خلاصة التنس.كوم (الإنجليزية)
- هيلين ويلز على موقع اللجنة الأولمبية الدولية (الإنجليزية)
- هيلين ويلز على موقع أوليمبيديا (الإنجليزية)